# Virginia von Fürstenberg
Virginia María Clara von Fürstenberg (Génova, 5 de octubre de 1974-Merano, 10 de mayo de 2023) fue una poeta, cineasta y diseñadora de moda italiana.

## Biografía
Hija de Elisabetta Guarnati y príncipe Sebastián Egon von Furstenberg; princesa de Fürstenberg por herencia paterna, descendiente directa de esta familia noble alemana. Era sobrina de la exactriz y diseñadora de joyas Princesa Ira von Fürstenberg y del diseñador de moda Príncipe Egon von Fürstenberg, exmarido de Diane von Fürstenberg.
Fue una prolífica escritora de poesía, que combinó con el diseño de su propia marca de ropa.
Virginia vivía en Milán, se casó tres veces: contrajo matrimonio con el barón húngaro Alexandre Csillaghy de Pacser desde 1992 hasta 2003, tuvieron dos hijos: Miklos Tassilo Csillaghi, jinete profesional, y Ginevra Csillaghi, que modeló para las colecciones de su madre. En 2002, un año antes del divorcio formal, dio a luz una hija, Clara Bacco Dondi Dall'Orologio, de su relación con Giovanni Bacco Dondi Dall'Orologio. En 2004 se casó con Paco Polenghi, con quien tuvo  otros dos hijos: Otto Leone Maria Polenghi y Santiago Polenghi. En 2017 se casó con un noble polaco, Janusz Gawronski, y se divorciaron en 2020.
Falleció el 10 de mayo de 2023 a los 48 años, tras arrojarse desde el último piso del Hotel Palace en Merano.

## Filmografía
- 2013, Borderline